# Relaciones Indonesia-Filipinas
Las relaciones Indonesia-Filipinas son las relaciones bilaterales entre Indonesia y Filipinas. Los dos países establecieron relaciones diplomáticas en 1949. Desde entonces ambos países disfrutan de cordiales relaciones bilaterales en espíritu de parentesco. Los dos países son considerados aliados y se considera como una de las relaciones bilaterales más importantes en la ASEAN. Ambos países han establecido embajadas en cada capital, Indonesia tiene su embajada en Manila y su consulado general en la ciudad de Dávao, mientras que Filipinas tiene su embajada en Yakarta y su consulado general en Manado. Durante años se han realizado visitas señoriales de alto rango.
Ambas naciones son los fundadores de ASEAN y los miembros del Movimiento de Países No Alineados y APEC. Ambos países son miembros del Triángulo de Crecimiento de la ASEAN Oriental junto con Brunei Darussalam y Malasia en el BIMP-EAGA. Ambos países están compuestos principalmente por islas y ambos rechazan los reclamos territoriales de la República Popular China en la región.
Filipinas e Indonesia también comparten varias preocupaciones de seguridad no tradicionales, incluido el calentamiento global, el terrorismo y la recuperación económica de la pandemia de COVID-19 en medio de la guerra ruso-ucraniana y la tensión en ebullición en el Estrecho de Taiwán.

## Historia

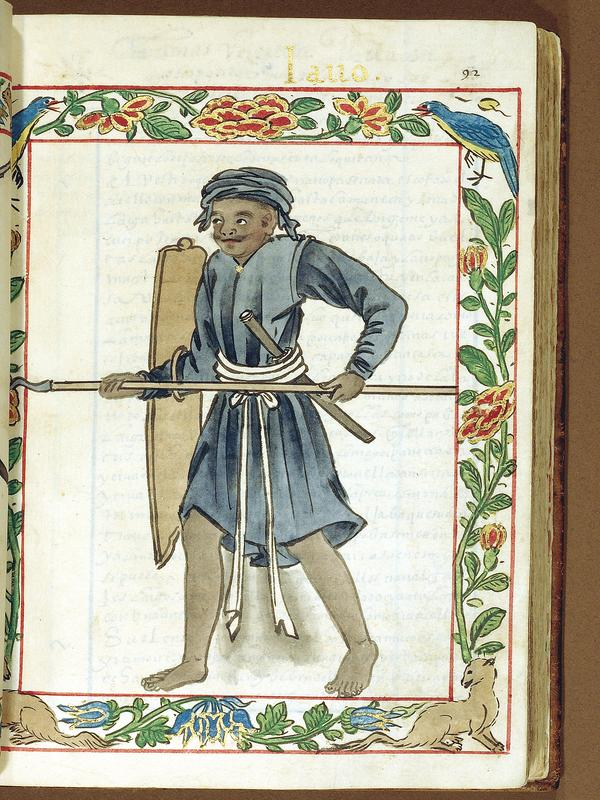
Guerrero de Java en Filipinas, c. 1590 en el Códice Boxer

### Era antigua
Indonesia y Filipinas son países archipelágicos con poblaciones étnicas e idiomas nacionales que tienen ascendencia austronesia común. Los vínculos históricos entre la antigua Indonesia y Filipinas comenzaron alrededor del siglo IX. La inscripción de Laguna Copperplate que data del año 900 d. C. menciona el Reino Medang de Java y el Imperio Srivijaya . El sistema de escritura utilizado es la escritura Kawi, mientras que el idioma es una variedad del malayo antiguo y contiene numerosos préstamos del sánscrito y algunos elementos de vocabulario no malayo cuyo origen se encuentra entre el tagalo antiguo y el javanés antiguo, El manuscrito Nagarakretagama del siglo XIV, escrito durante el apogeo del imperio Majapahit, menciona varios estados que ahora son Filipinas; Kalka, Selurong (Manila) y Solot (Sulu), sugirieron que las influencias del imperio Majapahit habían llegado al archipiélago filipino.

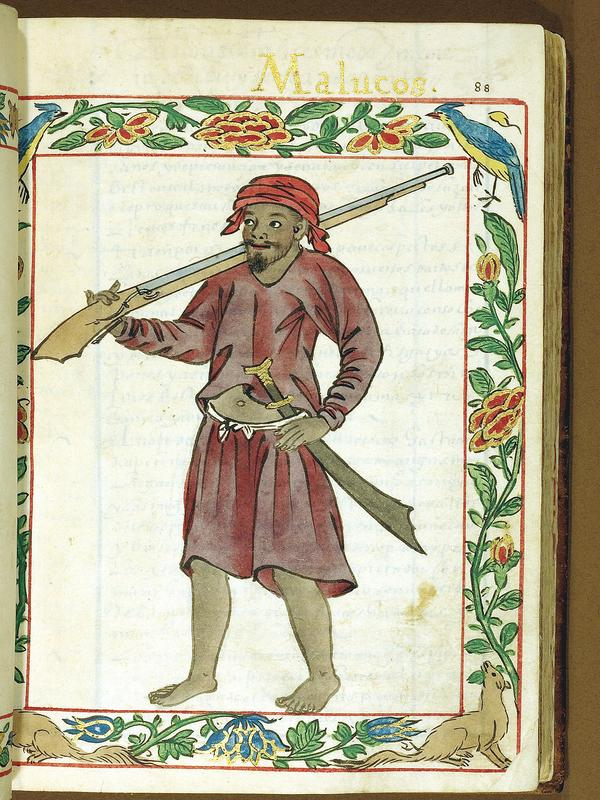
Guerrero de las Molucas en Filipinas, c. 1590 en el Códice Boxer

Varias leyendas filipinas también se refieren a Indonesia como un lugar de origen ancestral. Según el folclore de Visayan, durante la ocupación Chola de Sumatra, un príncipe menor llamado Rajamuda Lumaya fue enviado para establecer un estado vasallo y una base. Conocido mejor por el nombre de Sri Lumay, llegó a lo que hoy es Cebú, estableciendo el Rajahnate de Cebu y gobernando con sus hijos Sri Alho y Sri Bantug. El Kedatuan de Madja-as, una antigua confederación en lo que hoy es Visayas occidental y la región de la isla de Negros, era un estado vasallo del Imperio Srivijaya.

### Edad del Islam
Durante la era de los sultanatos islámicos en el sudeste asiático, muchos misioneros islámicos de la actual Indonesia (así como de Malasia) emigraron al sur de Filipinas para predicar el Islam. En 1390 CE, Rajah Baguinda, también nativo de Sumatra, ayudó a formar una entidad política en el archipiélago de Sulu que se convertiría en un estado anterior al Sultanato de Sulu.
El Sultanato de Sulu cubriría un área que incluye las actuales islas filipinas del archipiélago de Sulu, Palawan, el estado malasio de Sabah y la provincia indonesia de Borneo Septentrional.

### Ocupación europea
En el siglo XVI, los dos reinos se dividieron bajo las potencias coloniales europeas; El archipiélago de Filipinas se mantuvo bajo el Imperio español, mientras que en el sur, las islas de las Molucas (ahora partes orientales de Indonesia) estaban bajo posesión portuguesa, más tarde luchadas por el Imperio holandés . Los colonos europeos identifican ambos reinos archipelágicos como Indias Orientales, Indias Orientales Españolas e Indias Orientales Neerlandesas. Los nativos de las Molucas de Indonesia se refirieron a la isla filipina de Mindanao como "Maluku Besar" o "Grandes Molucas".

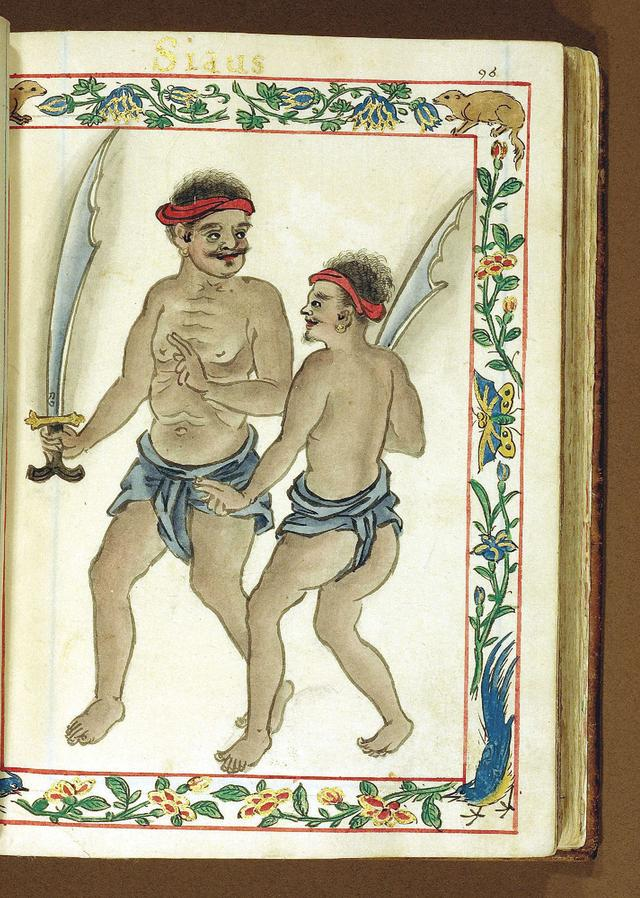
Guerreros de la isla de Siau, Sulawesi del Norte en Filipinas, c. Códice del boxeador de 1590

De 1925 a 1926, el héroe nacional indonesio y exmiembro del PKI Tan Malaka vivió en Manila. Allí se convirtió en corresponsal del diario nacionalista El Debate, editado por Francisco Varona. Varona podría haber apoyado la publicación de las obras de Malaka, como una segunda edición de Naar de Republiek Indonesia (diciembre de 1925) y Semangat Moeda (Young Spirit;1926). Allí Malaka también conoció a Mariano de los Santos, José Abad Santos y Crisanto Evangelista.

### Moderna

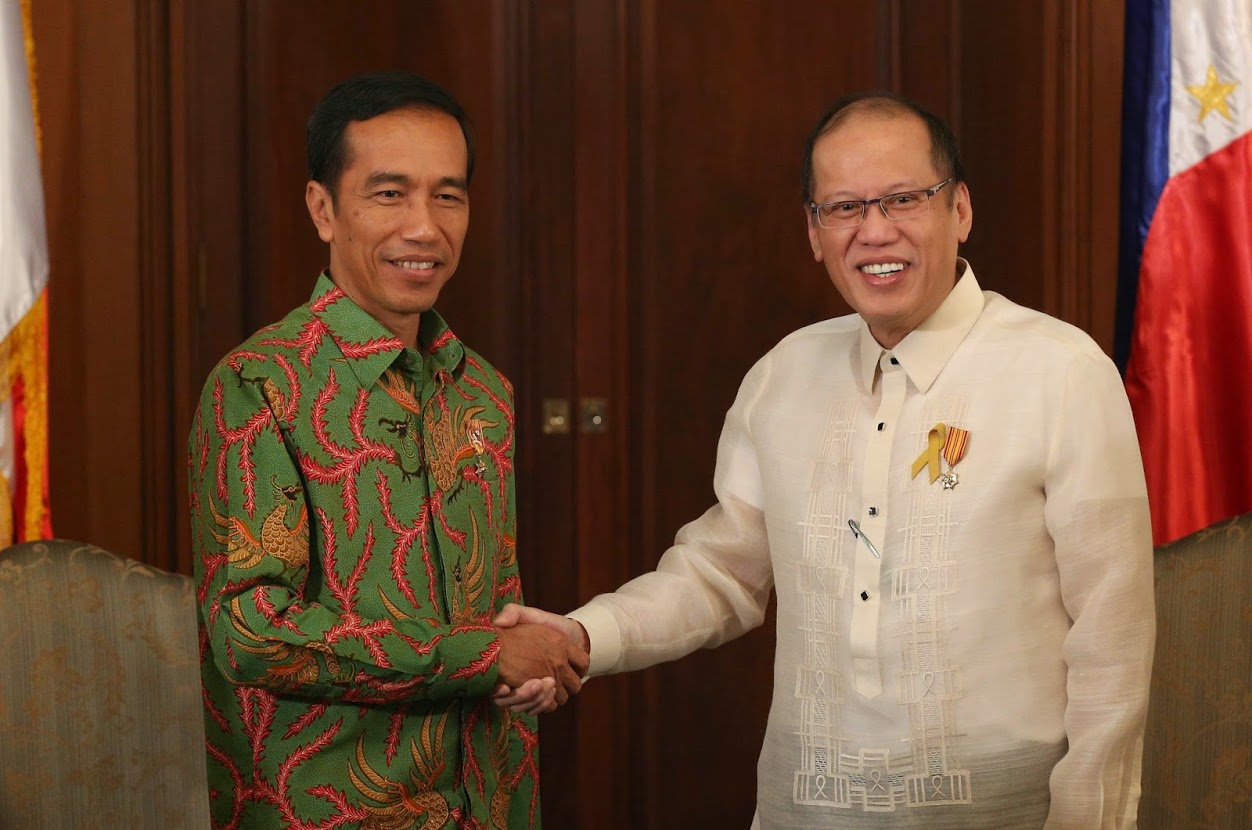
Los presidentes Joko Widodo y Benigno Aquino III se dan la mano durante la visita de cortesía en el Palacio de Malacañán, 2015.

Desde la proclamación de la independencia de Indonesia el 17 de agosto de 1945 y la independencia de Filipinas el 4 de julio de 1946, se restablecen las antiguas relaciones cordiales entre indonesios y filipinos. El 24 de noviembre de 1949, los dos países establecieron relaciones diplomáticas. Desde 1949, el Gobierno de Indonesia abrió su oficina de representación (Oficina Consular) en Manila, pero no fue hasta principios de la década de 1950 que se estableció una oficina diplomática (embajada) encabezada por un Embajador. Para institucionalizar las relaciones entre los dos países, se firmó un tratado de amistad el 21 de junio de 1951. Este Tratado constituyó la relación básica de ambos países, abarcando varios aspectos como el mantenimiento de la paz y la amistad, la solución de controversias por medios diplomáticos y pacíficos, arreglos de tráfico para los ciudadanos de ambos países y actividades para promover la cooperación en el área comercial, cultural, navieras, etc. que incluyen los asuntos políticos, socioeconómicos y de seguridad de ambos países. En 1967, ambos países junto con Tailandia, Singapur y Malasia fundaron la ASEAN para garantizar la paz y la estabilidad en la región.
En 2010, un fotógrafo indonesio de nombre Ilham Anas (conocido por su parecido físico con Barack Obama) protagonizó un comercial filipino de Domperidona, haciéndose pasar por Obama. En 2012, los productores de televisión de Indonesia generaron su franquicia nacional del programa de televisión de juegos filipino Eat Bulaga!, conocido como Eat Bulaga! indonesia La primera versión indonesia adoptó muchas actividades y segmentos de juegos de su contraparte original filipina, antes de cambiar de estación de televisión y agregar sus propios giros.
Sin embargo, con el caso de Mary Jane Veloso, una filipina condenada a muerte en Indonesia condenada por tráfico de drogas, las relaciones entre las dos naciones pueden tomar una tensión menor. Sin embargo, Veloso ha pedido a su familia y al gobierno filipino que no perjudiquen las relaciones entre Indonesia y Filipinas. Al final, la ejecución de Veloso se retrasó aún más el día en que estaba programada para ser ejecutada.
En 2016, en un esfuerzo por mejorar las capacidades marítimas del país, la Armada de Filipinas compró su buque de guerra más nuevo, el BRP Tarlac, de Indonesia . Se basa en los barcos de la clase Makassar utilizados por la Armada de Indonesia . El barco fue construido por PT PAL Indonesia, en Surabaya, Java Oriental, desde donde se exportará. Esto permitiría a Filipinas depender menos de aliados extranjeros para el transporte marítimo militar.
En junio de 2016, las relaciones económicas entre Indonesia y Filipinas sufrieron una tensión menor, cuando los funcionarios indonesios suspendieron las exportaciones de carbón a Filipinas. Esta decisión se tomó después de que 7 marineros indonesios que transportaban botes de carbón en ruta a Filipinas fueran secuestrados por militantes filipinos en el mar de Sulu. Se desconoce si los militantes formaban parte de Abu Sayyaf. El ministro de Relaciones Exteriores de Indonesia, Retno Marsudi, declaró que la moratoria duraría hasta que el gobierno filipino pudiera brindar seguridad confiable a los ciudadanos indonesios. Indonesia es actualmente el mayor proveedor de carbón de Filipinas, aproximadamente el 70%.
En enero de 2017, Filipinas otorgó permisos de residencia a personas de ascendencia indonesia (PID) y apátridas con ascendencia indonesia que viven en el sur de Filipinas.

## Comercio
El comercio bilateral ha tenido una tendencia positiva en los últimos años. Según el Ministerio de Comercio de Indonesia, esa cifra pasó de 1.120 millones de dólares en 2003 a 2.900 millones de dólares en 2009 y 3.890 millones de dólares en 2010. Indonesia es actualmente el mayor proveedor de carbón de Filipinas y exporta alrededor del 70% de las importaciones de carbón de Filipinas. En junio de 2016, las exportaciones de carbón de Indonesia a Filipinas se suspendieron debido a la creciente preocupación por la piratería en el mar de Sulu. Dicho esto, el comercio total entre los dos países supera los 5200 millones de dólares en 2016 y la balanza comercial favorece significativamente a Indonesia, cuyas exportaciones a Filipinas representan más del 85 % de dicha cifra. El primer buque de guerra de Indonesia que se exportará también se entregó a Filipinas en mayo de 2016. Durante 2020, Indonesia tuvo un gran comercio neto con Filipinas en las exportaciones de transporte ($ 1,94 mil millones), productos minerales ($ 1,46 mil millones) y productos alimenticios ($ 803 millones). Filipinas también tuvo un gran comercio neto con Indonesia durante 2020 en las exportaciones de Máquinas ($211 Millones), Productos Químicos ($77,6 Millones) y Metales ($72,3 Millones).

## Turismo
Durante el Foro de Turismo de la ASEAN 2012 en Manado, Sulawesi del Norte, los gobiernos de Indonesia y Filipinas iniciaron su primera cooperación turística bilateral. Esta iniciativa mejorará la conectividad entre los dos países mediante la operación de cruceros y la renovación de vuelos directos entre Dávao en Filipinas y Manado.

## Transportación
Los dos países también están apoyando activamente el Plan Maestro de Conectividad de la ASEAN, que mejorará una mayor movilidad dentro de la región. Filipinas, en particular, está ansiosa por desarrollar la red ASEAN Roll-On/Roll-Off (RORO) y el transporte marítimo de corta distancia. En abril de 2017, se inauguró la nueva ruta marítima que conecta Dávao en Filipinas con Bitung en Indonesia. Esta ruta de envío está dentro del acuerdo BIMP-EAGA y se espera que impulse las relaciones comerciales entre Indonesia y Filipinas.
En un esfuerzo por mejorar y modernizar su servicio ferroviario, los Ferrocarriles Nacionales de Filipinas compraron trenes diésel de unidades múltiples de PT INKA Indonesia y los desplegaron en diciembre de 2019.

## Alivio de desastres
Tanto el archipiélago de Indonesia como el de Filipinas son propensos a sufrir desastres naturales, como erupciones volcánicas, terremotos, tsunamis y tormentas (tifones, tornados, etc.). Con espíritu de solidaridad y humanidad, ambos países a menudo se ayudan mutuamente en momentos de necesidad. El gobierno de Indonesia, el lunes 10 de diciembre de 2012, acudió en ayuda de miles de víctimas del tifón “Pablo” (Bopha) en Visayas y Mindanao, donando $1 millón y cuatro toneladas de artículos de socorro a través de las Fuerzas Armadas de Filipinas. Además de la ayuda financiera, el gobierno de Indonesia también entregó 1000 mantas militares, 3000 paquetes de comidas preparadas y 50 cajas de fideos instantáneos.
En noviembre de 2013, el gobierno de Indonesia envió ayuda humanitaria de bienes y logística por valor $1 millones para ayudar a las víctimas del tifón Haiyan en el centro de Filipinas como parte de la solidaridad de la ASEAN. La Cruz Roja de Indonesia también envió 688.862 toneladas de suministros de emergencia. Tres aviones Hércules de la Fuerza Aérea de Indonesia desplegados con suministros en las zonas afectadas. Ayuda logística que incluye aeronaves, alimentos, generadores y medicinas. La Cruz Roja de Indonesia desplegó el buque de carga KM Emir cargado con suministros de emergencia y también con 30 voluntarios de la Cruz Roja de Indonesia.